# 懲罰椅子

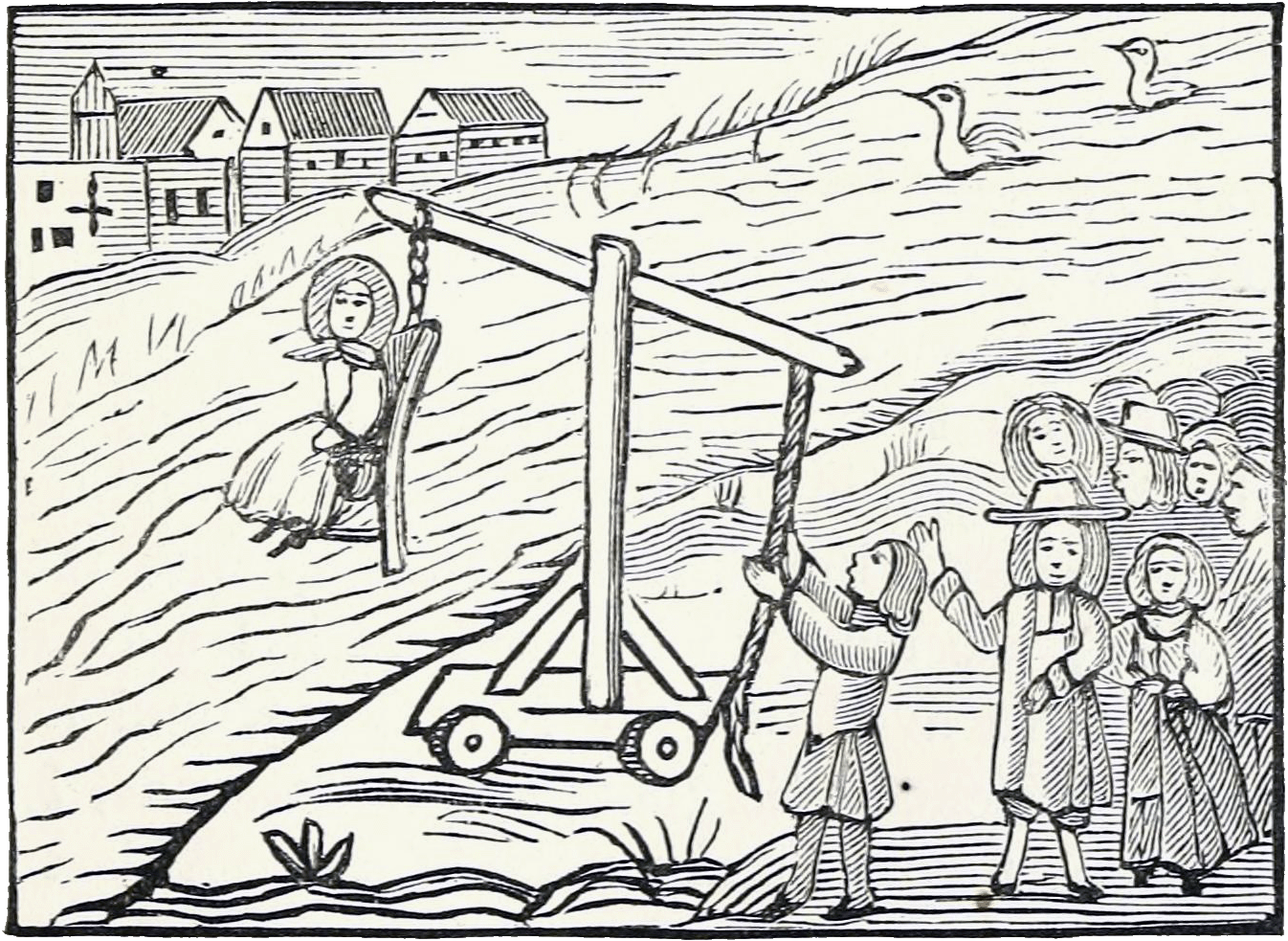
水責め椅子で罰せられるがみがみ女

懲罰椅子（ちょうばついす, 英: cucking-stool）は、中世から近世初期のイングランド及びスコットランドにおいて、口やかましい女（がみがみ女）やふしだらな女性、悪徳商人を懲らしめるために用いた刑具、特に水責めに用いたものを水責め椅子（みずぜめいす 英語:ducking-stool）という。イングランド及びスコットランド以外の地域でも用いられた。がみがみ女や陰口を言う女への懲罰だけでなく、私生児を生んだ女や売春婦への懲罰として、恥辱刑を与える道具として用いられた。また、その他、ミサ後や市の立つ日に罪過を告白させる法廷命令やスキミントンのような私刑の代替に恥辱刑を課する道具として用いられた。
懲罰椅子には決まった型があったわけではない。多くは、単に受刑者を縛り付け家の前や犯行現場に置いた単なる椅子であった。肥やし車（tumbrel）のように車輪を付け、村中を引廻したものもあり、受刑者を水につけるための天秤のような棒を備えたものもあった。

## 懲罰椅子
1615年頃に記録された「がみがみ女への懲罰（The Cucking of a Scold）」というバラッドでは、行動が「がみがみ女」とされた女性への懲罰の様を以下のように物語る。
Then was the Scold herself,

In a wheelbarrow brought,

Stripped naked to the smock,

As in that case she ought:

Neats tongues about her neck

Were hung in open show;

And thus unto the cucking stool

This famous scold did go.
彼女はがみがみ女

手押し車で連れられて

下着姿にさせられて

そしたら、彼女はこうでなきゃ

首の周りに牛の舌

見せしめにつるされて

そうして、懲罰椅子の上に

有名ながみがみ女は行っちゃった。

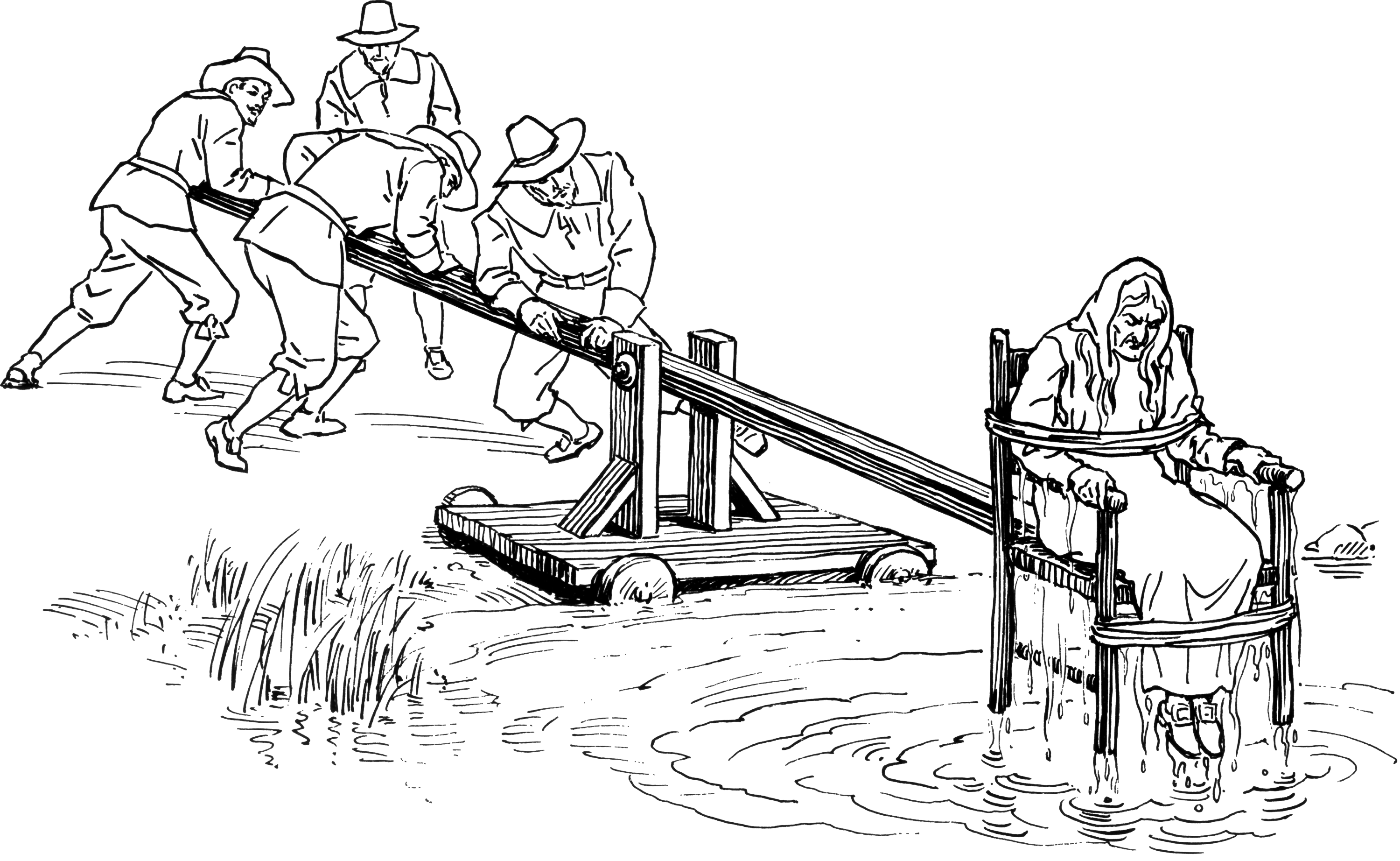
スコット・フォアスマン社の教科書から

懲罰椅子（別名:「懺悔の椅子（Stool of Repentance）は、アングロ・サクソン族の頃から使われており、当時は、scealding 又はscolding stool と言っていた。ドゥームズデイ・ブックには、チェスターにおいて、cathedra stercoris（便座）と呼ばれていたと記録されている。この椅子にくくりつけられた女性―顔と足はむき出しにされている―は、家の前で公衆に晒されたり、野次馬の中で通りをパレードされたりした。
cucking-stool の語は1215頃には使用されている。古英語で「排便する」を意味する動詞 cukken （オランダ語kakken やラテン語 cacāre と同系、ギリシア語 κακός/κακή （悪い、醜い）参照）を語源とするが、「女房を寝取られた男」を意味するcuckold が語源であると広く信じられている。
懲罰椅子は、男女ともにも使用された。違法な結婚をした夫婦を背中合わせに縛りつけ水責めにした例があり、また、不誠実な醸造業者や製パン業者を罰するのに広く用いられた。
これらは、16世紀後半にさらに普及する。女性に対する懲罰器具と受け入れられているが、これは単に残った記録の結果である。懲罰椅子は18世紀半ば頃も使用されており、歳時記『プア・ロビン』の1746年版にも以下の言及がある。
Now, if one cucking-stool was for each scold,

Some towns, I fear, would not their numbers hold.
がみがみ女の一人一人に懲罰椅子があるならば

数が足りない街がいくつも出て来るさ。

## 水責め椅子

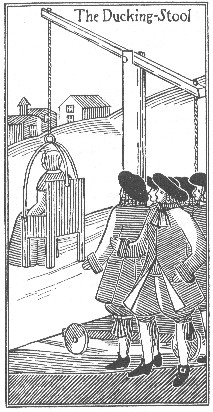
水責め椅子によるがみがみ女への懲罰（1896年）

"ducking stool"が文書に見られるのは1597年からであり、"cucking-stool"のなまった形として"ducking-stool"が文書に登場するのが1769年からである。すなわち、当初は"cucking-stool"は、恥辱を与えるために晒すための道具であり、水に浸すこと（duck）とは関係なかったが、水責めの要素が入るようになって、"ducking-stool"と呼ばれるようになったと思われる
水責め椅子はオーク材など頑丈な木材製の肘掛け椅子で、水に浸しているときに落ちないよう、鉄製のベルトで固定するようになっている。水責め椅子の最初の記録は、言葉としては1597年であるが、使用が記録されるのは17世紀初頭であり、ヨーロッパのみならず、英領北アメリカでも用いられた。
水責め椅子は、椅子を長い梁の片側に取り付け、シーソー状にして水に浸すようになっているものが一般的である。また、据え置かれたものではなく、街中で晒せるように木製の車輪をつけたものもあった。また、水責め椅子には、荷車様の「肥やし車（tumbrel）」と呼ばれる型のものがある。これは、池のほとりまで押し込んで、片方から力を抜くことにより、椅子を水に落とすと言うものである。
この罰により、時には受傷することがあり、ショック死を起こすこともあった。
最後に記録される刑の執行は、1808年プリマスにおける、ガンブル夫人に対するものや、レオミンスターにおける、1809年悪名高いがみがみ女であるジェニー・パイプスと1817年のサラ・リークの例である。最後の例では、浸された池の水位は浅く、単に晒すことに使用されただけであった。なお、ニュージャージー州の法令としては、判決で放棄されるまで1972年まで有効な刑罰であるという例もあった。

## 魔女狩りの道具として
中世から近世前期の魔女狩りにおいて、水責めは魔女か否かを見分ける手段であった。水責め椅子は、当初、魔女判定に用いられたが、後には、椅子をはずし、ただ水につけるためだけに用いられた。この時、右の親指と左足の第1指を結びつけられ、ロープを腰に巻かれて、"魔女"は池や川に投げ込まれた。浮いてくれば、悪魔の一派とみなされたし、溺死すれば、魔女ではないとみなされた。この水責めによる判定は、男性が魔女を疑われたときに用いられるのはまれであった。

## 肥やし車

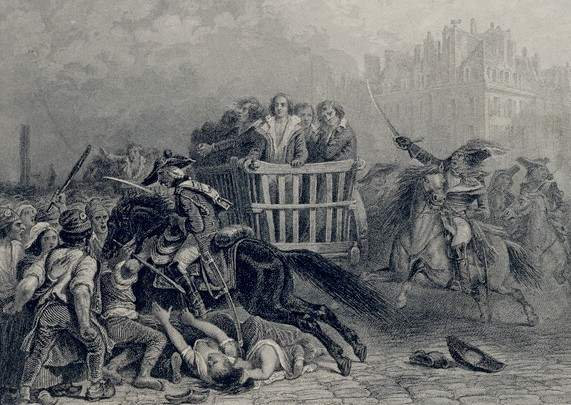
死刑囚をギロチン台に護送する肥やし車(19世紀のイラスト)

tumbrel （異綴:tumbril　フランス語: tombereau）は、もともと、農場で肥料などを運んだ、後部を傾けて荷を落とす車を意味したが、懲罰椅子と同様の用途に用いられた。また、フランス革命時には、ギロチン台まで死刑囚を運ぶ護送車の呼称となった。

## パン屋
シュップフェン
中世ドイツには価格や小麦粉の質などの法に違反したパン職人の親方を肥溜めや泥溜まりの上に吊るした檻に入れて民衆の見せしめにする「シュップフェン」(de)という刑罰があった。飢えなどに耐えかねて檻から出ると下の肥溜めに落ちるという仕掛けであった。
パン屋の洗礼（ドイツ語：Bäckertaufe）
パン屋が重さなどをごまかした場合、衆目のもと懲罰椅子に座らせ、川の水に浸す「パン屋の洗礼」と呼ばれた名誉顕損刑が18世紀まで行われた。

## 著名な例

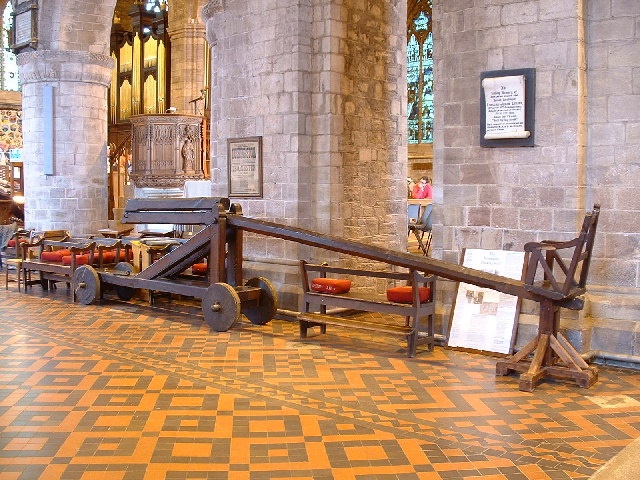
1809年まで使用されたレオミンスターの水責め椅子

ヘレフォードシャー州レオミンスターのレオミンスター修道院には、完全な形で残された水責め椅子が展示されている。ミレニアムを記念して、町の時計には可動式の水責め椅子があしらわれている。
水責め椅子は、ウィリアム・ラングランド『農夫ピアズの夢』 （1378年）でも、wyuen pine ("women's punishment（婦人への罰）")として登場している。

## フィクション
水責め椅子は、以下の通り映画やテレビ番組にしばしば登場する。
- ローレル&ハーディ『玩具の国（英語版）』（1934年）
- 『カンタベリー物語』 （1944年）
- テレビ・シリーズ『アベンジャーズ_(テレビ・シリーズ)（英語版）　シーズン6エピソード7　マーダーズビル』（1967年）
- テレビ・シリーズ『ドクター・フー シーズン4エピソード15　ハイランダーズ』（1966年）

## 参照
- ダンキング
- ダンクタンク